# Sexmo de Lubia
El Sexmo de Lubia fue una división administrativa medieval española que comprendía una parte del término rural dependiente de la Universidad de la Tierra de Soria.
Los sexmos fueron una división administrativa circunstancial que, en un principio, equivalían a la sexta parte de un territorio determinado, aunque posteriormente el número de sexmos podía aumentar o disminuir como ocurre en la Tierra de Soria, dividida en cinco sexmos: Frentes, San Juan, Arciel, Luvia, Tera.

## Lugares que comprendía
| - Alconaba. - Aldealafuente. - Aliud. - Almarail. - Alparrache. - Aldehuela del Rubio (despoblado). - Arangel (despoblado). - Bliecos. - Blasconuño (granja). - Boñices. - Cabrejas del Campo - Cascajosa. - Castil de Tierra. | - Cubo de Hogueras. - Cubo de la Solana. - Esteras. - Ituero. - Izana. - Laguna del Carro (despoblado). - Lubia. - Martialay. - Matamala (granja). - Matas de Lubia (despoblado). - Miranda. - Navalcaballo. - Nomparedes. | - Hontalbilla (granja). - Paredesroyas. - Quintana Redonda. - Rabanera del Campo. - Los Rábanos. - Ribacho (despoblado). - Revedado (despoblado). - Ribaroya - Rituerto (granja). - Sauquillo de Boñices. - La Sequilla (despoblado). - La Salma (granja). - Sinova (granja). | - Tapiela. - Tardajos. - Tardelcuende. - Tejadillo y La Mata (granja). - La Torre de Navalcaballo (despoblado). - Trigocernido (despoblado). - Valdegeña. - Villanueva. - Villarejo (granja) - Valdelapuerta (despoblado). - Valverde (despoblado) - Zamajón. |  |